# Аведикова, Елизавета Андреевна
Елизавета Андреевна Аведи́кова, в девичестве — Пото́цкая (укр. Єлизавета Андріївна Аведикова; 15 апреля (3 апреля) 1878 года, Елисаветград, Российская империя — 26 марта 1968 года, Днепропетровск, УССР) — украинская актриса. Заслуженная артистка УССР.

## Биография
Елизавета Андреевна родилась в Елисаветграде (ныне Кропивницкий). В 1895 году дебютировала в селе Крюков (впоследствии город, а ныне в черте Кременчуга).
В 1922—1930 годах — работала сначала в труппе Алексея Суходольского, а потом в первом трудовом коллективе украинских артистов имени Тараса Шевченко на Донбассе.
С 1930-го — в Николаевском передвижном театре ЛУД.
В 1944—1947 годах — артистка Артёмовского драматического театра.
В 1947—1952 годах — артистка Херсонского и Днепродзержинского театров русской драмы.
Исполнила главные роли украинского классического репертуара, среди которых: Анна (укр. «Безталанна» И. Карпенко-Карый), Вустя (укр. «Ой, не ходи, Грицю, та й на вечорниці» М. Старицкий) и другие.
Муж — известный актер Авдей Аведиков. Дети — заслуженные артисты УССР Виктор и Пётр Аведиковы.